# Боррель, Родольфо
Родольфо Боррель Марко (исп. Rodolfo Borrell Marco; 31 января 1971, Барселона, Испания) — испанский тренер, ныне — ассистент главного тренера английского клуба «Манчестер Сити».

## Карьера
Начинал карьеру, будучи главным тренером юношеских команд известной футбольной академии «Барселоны» на протяжении восьми лет. В 2008 году Родольфо стал ассистентом главного тренера в греческой команде «Ираклис».
Вскоре, Боррель стал главным тренером «Ираклиса» и провёл на этом посту три матча. После месяца пребывания в Греции, покинул клуб. Через год Родольфо возвращается к тренерской деятельности в родной «Барселоне», но через полгода ушел с данного поста и присоединился к ещё одному экс-тренеру «Барселоны» — Пепу Сегуре в академии «Ливерпуля».